# هارموني (كارولاينا الشمالية)
هارموني (بالإنجليزية: Harmony, North Carolina)‏ هي بلدة أمريكية تقع في الولايات المتحدة في مقاطعة آيرديل، كارولاينا الشمالية. يقدر عدد سكانها بـ 533 نسمة ومساحتها 3.6 كم2 وترتفع عن سطح البحر 311 متر.

## التركيبة السكانية
حدّد مكتب تعداد الولايات المتحدة بيانات التركيبة السكانية لهارموني في تعداد الولايات المتحدة. في ما يلي، التركيبة السكانية حسب تعدادي 2000 و2010.

### تعداد عام 2000
بلغ عدد سكان هارموني 526 نسمة بحسب تعداد عام 2000، وبلغ عدد الأسر 206 أسرة وعدد العائلات 151 عائلة مقيمة في البلدة. في حين سجلت الكثافة السكانية 149 نسمة لكل كيلومتر مربع (385.9/ميل2). وبلغ عدد الوحدات السكنية 223 وحدة بمتوسط كثافة قدره 63.2 لكل كيلومتر مربع (163.7/ميل2).
وتوزع التركيب العرقي للبلدة بنسبة 91.44% من البيض و5.89% من الأمريكيين الأفارقة و1.90% من الأمريكيين الأصليين و0.38% من الأعراق الأخرى و0.38% من عرقين مختلطين أو أكثر و2.47% من الهسبانيون أو اللاتينيون من أي عرق.
بلغ عدد الأسر 206 أسرة كانت نسبة 36.9% منها لديها أطفال تحت سن الثامنة عشر تعيش معهم، وبلغت نسبة الأزواج القاطنين مع بعضهم البعض 55.8% من أصل المجموع الكلي للأسر، ونسبة 13.1% من الأسر كان لديها معيلات من الإناث دون وجود شريك،  بينما كانت نسبة 4.4% من الأسر لديها معيلون من الذكور دون وجود شريكة وكانت نسبة 26.7% من غير العائلات. تألفت نسبة 24.3% من أصل جميع الأسر من عدة أفراد يعيشون في نفس المنزل ونسبة 10.2% كانت تتألف من شخص يعيش بمفرده يبلغ من العمر 65 عاماً أو أكثر. وبلغ متوسط حجم الأسرة المعيشية 2.55، أما متوسط حجم العائلات فبلغ 3.03.
بلغ العمر الوسطي للسكان 35.5 عاماً. وكانت نسبة 25.1% من القاطنين تحت سن الثامنة عشر، وكانت نسبة 8.9% بين الثامنة عشر والرابعة والعشرين عاماً، ونسبة 30.4% كانت واقعةً في الفئة العمرية ما بين الخامسة والعشرين والرابعة والأربعين عاماً، ونسبة 23.4% كانت ما بين الخامسة والأربعين والرابعة والستين، ونسبة 12.2% كانت ضمن فئة الخامسة والستين عاماً فما فوق. يوجد لكل 100 أنثى 94.1 ذكر، ويوجد لكل 100 أنثى في الثامنة عشر من عمرها فما فوق 89.4 ذكر.
بلغ متوسط دخل الأسرة في البلدة 30,972 دولارًا، أما متوسط دخل العائلة فبلغ 41,042 دولارًا. وكان متوسط دخل الذكور 30,139 دولارًا مقابل 22,708 دولارًا للإناث. وسجل دخل الفرد الخاص بالبلدة 15,591 دولارًا. وكانت نسبة 6.5% من العائلات ونسبة 10.9% من السكان تحت خط الفقر، وكان من هؤلاء نسبة 10.8% تحت سن الثامنة عشر ونسبة 5.9% في الخامسة والستين من العمر وما فوق.

### تعداد عام 2010
بلغ عدد سكان هارموني 531 نسمة بحسب تعداد عام 2010، وبلغ عدد الأسر 206 أسرة وعدد العائلات 145 عائلة مقيمة في البلدة. في حين سجلت الكثافة السكانية 150.4 نسمة لكل كيلومتر مربع (389.5/ميل2). وبلغ عدد الوحدات السكنية 237 وحدة بمتوسط كثافة قدره 67.1 لكل كيلومتر مربع (173.8/ميل2).
وتوزع التركيب العرقي للبلدة بنسبة 88.51% من البيض و5.46% من الأمريكيين الأفارقة و1.32% من الأمريكيين الأصليين و3.95% من الأعراق الأخرى و0.75% من عرقين مختلطين أو أكثر و9.79% من الهسبانيون أو اللاتينيون من أي عرق.
بلغ عدد الأسر 206 أسرة كانت نسبة 34.5% منها لديها أطفال تحت سن الثامنة عشر تعيش معهم، وبلغت نسبة الأزواج القاطنين مع بعضهم البعض 54.4% من أصل المجموع الكلي للأسر، ونسبة 9.7% من الأسر كان لديها معيلات من الإناث دون وجود شريك،  بينما كانت نسبة 6.3% من الأسر لديها معيلون من الذكور دون وجود شريكة وكانت نسبة 29.6% من غير العائلات. تألفت نسبة 25.7% من أصل جميع الأسر من عدة أفراد يعيشون في نفس المنزل ونسبة 12.6% كانت تتألف من شخص يعيش بمفرده يبلغ من العمر 65 عاماً أو أكثر. وبلغ متوسط حجم الأسرة المعيشية 2.58، أما متوسط حجم العائلات فبلغ 3.08.
بلغ العمر الوسطي للسكان 40.4 عاماً. وكانت نسبة 25% من القاطنين تحت سن الثامنة عشر، وكانت نسبة 7.9% بين الثامنة عشر والرابعة والعشرين عاماً، ونسبة 23.5% كانت واقعةً في الفئة العمرية ما بين الخامسة والعشرين والرابعة والأربعين عاماً، ونسبة 28.6% كانت ما بين الخامسة والأربعين والرابعة والستين، ونسبة 14.9% كانت ضمن فئة الخامسة والستين عاماً فما فوق. وتوزع التركيب الجنسي للسكان بنسبة 50.1% ذكور و49.9% إناث.

## أعلام
- روجر شارب